# Tadeusz Śliwiński
Tadeusz Śliwiński (ur. 5 czerwca 1922 w Warszawie, zm. 20 kwietnia 2017 tamże) – polski uczony, profesor nauk technicznych. Specjalizował się w elektrotechnice, oraz zagadnieniach z zakresu maszyn elektrycznych. Członek korespondent krajowy Polskiej Akademii Nauk od 1976 roku, członek rzeczywisty tej instytucji od 1989 roku. Pracownik Instytutu Elektrotechniki w Warszawie–Międzylesiu.
Absolwent Politechniki Warszawskiej (kierunek elektrotechnika, rocznik 1978), stopień profesora nauk technicznych nadano mu w 1966 roku.

## Prace i publikacje naukowe
Kierownik wykonawca i promotor wielu prac naukowych:
- Optymalna synteza silników indukcyjnych. Część I

- Optymalna synteza silników indukcyjnych. Część II

- Optymalizacyjna metoda obliczania silników indukcyjnych o różnych klasach sprawności

- Zmniejszenie kosztów przetwarzania energii przez silniki indukcyjne. Część II

- Silniki klatkowe o zamkniętych żłobkach w wirniku

- Badanie zjawisk fizycznych w silnikach o żłobkach zamkniętych w wirniku i opracowanie wytycznych ich projektowania

- Weryfikacja elementów nowo opracowanej metody obliczania silników indukcyjnych

- Silniki indukcyjne o wysokiej sprawności